# Anaaltampon

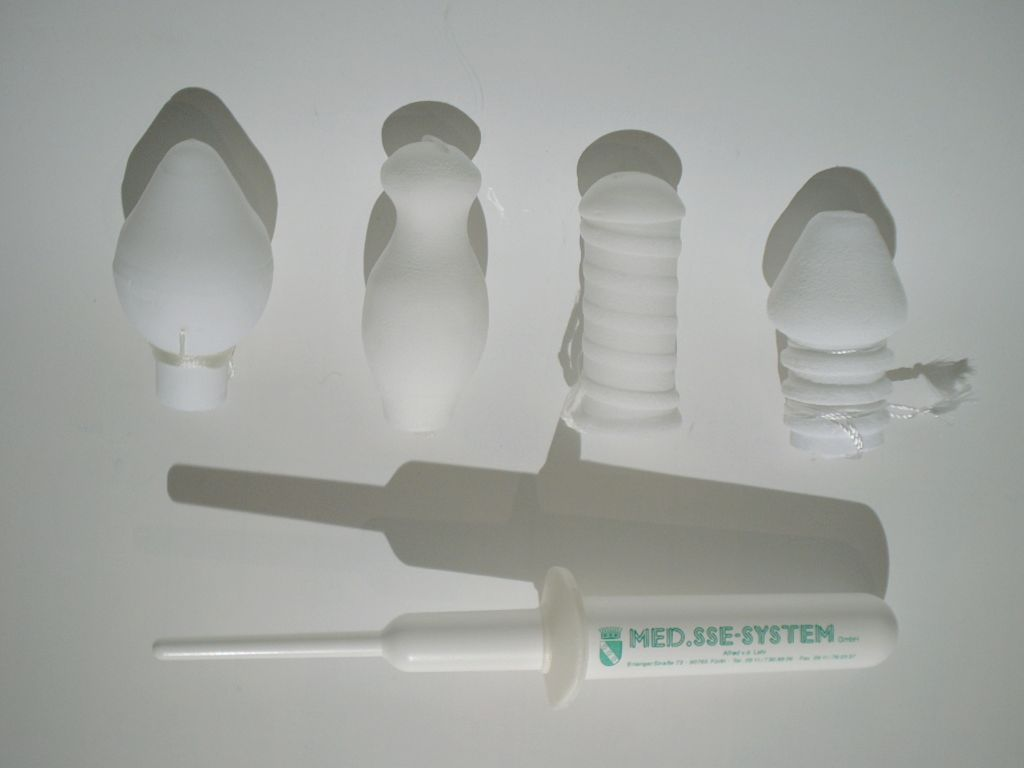
Anaaltampons

Een anaaltampon is een voorwerp bedoeld om de functie van de sluitspier, het ophouden van de ontlasting, over te nemen wanneer deze niet meer goed functioneert.
De anaaltampon is gemaakt van huid- en lichaamsvriendelijke schuimstof, die zich aan de vorm van de endeldarm aanpast en geen vocht opneemt. De anaaltampon is dus niet te vergelijken met de 'gewone' tampon die gebruikt wordt door vrouwen wanneer ze ongesteld zijn.
De tampon kan worden ingebracht met een applicator, de draagtijd is 8 tot 12 uur. Omdat de tampon gemaakt is van een speciaal schuim kunnen darmgassen de anaaltampon wel passeren maar ontlasting niet. Doordat de anaaltampon de ontlasting in het lichaam houdt, ontstaan er geen huidirritaties zoals bij een luier wel het geval kan zijn. Ook kan er gewoon mee gezwommen worden.
De anaaltampon wordt gebruikt door zowel mannen als vrouwen.